# 臥室稅
卧室税，是大不列顛及北愛爾蘭聯合王國（以下簡稱英國）政府預計於2013年4月計畫實施的稅賦法案，課稅對象是對家裡尚有空房間的低收入群體，以減少其低收入住房補貼。甚至限制居住於城市地區的單身人士只能擁有一間房間，超過需課稅。該法案普遍受到英國民眾極力反對。

## 徵收規定
領取低收入住房補貼的人，若產生一個空房間，則減少14%補貼。若產生兩個空房間，則減少25%補貼。

## 影響
- 從2013年4月1日起，英國正式開始徵收“臥室稅”，這項徵稅政策將影響到66萬人。
- 數千人3月30日聚集在倫敦、格拉斯哥和愛丁堡等城市的街頭舉行抗議活動，反對徵稅。

1. ↑  . 人民网. 2013--04-01  [2024-07-09] –钱江晚报 （中文）.
2. ↑  . 全国住房联合会. （原始内容存档于2014-07-17）.
3. ↑  . Shelter England.   [2024-07-09]. （原始内容存档于2024-09-20） （英语）.